# Too Much (cancion de Elvis Presley)
"Too Much"  ("Demasiado") es una canción que alcanzó los puestos número uno de varias listas del Billboard, especialmente grabada en una versión exitosa de Elvis Presley y publicada por Elvis Presley Music en 1956.  Fue escrita por Bernard Weinman y Lee Rosenberg. Fue lanzada al mercado por primera vez en 1955 por Bernard Hardison en Republic Records. 

## Éxito de Elvis Presley
Presley grabó la canción en septiembre de 1956 y la interpretó por primera vez el 6 de enero de 1957 en The Ed Sullivan Show de CBS-TV.  En la sesión de grabaciónel guitarrista Scotty Moore se perdió por completo durante el solo, pero a Elvis de alguna forma le gustó como sonaba la improvisación a la que el guitarrista recurrió y decidió que esa sería la toma definitiva.  Lanzado como sencillo, "Too Much" de Presley alcanzó  el número uno en las listas de ventas de Cashbox y Billboard y llegó al número tres en la lista de R&B. El sencillo también alcanzó primeramente el puesto número dos en la entonces denominada lista Top 100, la lista pop principal de Billboard.
Too much formó parte de un sencillo con "Playing for keeps" en la cara B. Si bien no tuvo el acetato el mismo impacto que el sencillo Hound Dog/Don't Be Cruel, la elección de esas dos canciones para un disco simple fueron acertadas,  convirtiéndose ese nuevo trabajo de Presley en un éxito con ventas de más de 2 millones de copias 
El tema además ha sido parte de diversos álbumes compilados como el popular y exitoso  Elvis 30 #1 Hits  Elvis 56, Elvis 50 Greatest Hits  entre otros. 

## Presentación en el programa de Ed Sullivan
Elvis interpretó el tema Too Much en la tercera presentación que realizó en el show televisivo de Ed Sullivan. Además de Too Much, Elvis cantó muchas otras canciones exitosas de su repertorio como Hound Dog, Don't Be Cruel, Heartbreak Hotel, Love me Tender , When My Blue Moon Turns To Gold Again y al cierre la canción góspel Peace in the Valley. 
En el caso de Too Much específicamente, el guitarrista Scotty Moore, quien tocó usando una púa o peltro, comienza la canción con el riff correspondiente y lo mantiene durante toda las estrofas de la misma. Durante el solo comienza ejecutándolo igual que en la grabación pero antes de llegar al punteo en base a escalas lo cambia volviendo al riff introductorio.Según el baterista D. J. Fontana, Scotty nunca había estado satisfecho con el solo de guitarra de la grabación (de hecho era algo que él mismo había manifestado)  y de alguna manera quería lograr crear algo mejor. 
Elvis apareció ataviado en la presentación con el chaleco correspondiente al traje clásico de lamé dorado y tras él se hubicaron los miembros del coro The Jordanaire. La cámara del programa filmó a Elvis una vez más de la cintura hacia arriba. Pese a ello, cuando Elvis movía su cuerpo de alguna manera, incluso solo chasqueando los dedos, el público femenino estallaba en histeria. Al finalizar el show Sullivan, que había mantenido antes una opinión desfavorable hacia Elvis, se congració finalmente con él a través de un conmovedor discurso. 

## Músicos
Elvis Presley, voz y piano
Scotty Moore, guitarra eléctrica 
Bill Black, contrabajo
The Jordanaires, coros
D. J. Fontana, batería

## Charts
| Charts (1957)                         | Posición alcanzada |
| ------------------------------------- | ------------------ |
| US Billboard Top 100                  | 1                  |
| US Billboard Best Sellers in Stores   | 1                  |
| US Billboard Most Played by Jockeys   | 2                  |
| US Billboard Most Played in Jukeboxes | 1                  |
| US Billboard Hot Country Singles      | 3                  |
| US Billboard Hot R&B Singles          | 3                  |